# Tupesy
Tupesy jsou obec v okrese Uherské Hradiště ve Zlínském kraji. Obec Tupesy proslulá tupeskou keramikou leží asi osm kilometrů západně od Uherského Hradiště po obou stranách Zlechovského potoka na jihovýchodním okraji Chřibů. Obec stavebně splývá se sousední obcí Zlechovem. Žije zde přibližně 1 100 obyvatel.
V obci žije český stolní tenista Ondřej Lapčík, který se stal v roce 2023 prvním Čechem v americké profesionální týmové soutěži Major League Table Tennis, když jej draftoval tým Seattle Spinners.

## Název
Pro původ jména Tupesy nebylo nalezeno uspokojivé vysvětlení. Odchylně vypadající doklady ze 13. a 14. století (1220 Typiz, 1228 Tupezzi, 1250 Tupici, 1261 Tupic, 1372 Tupicz) jsou pravděpodobně výsledkem hláskových změn při převodu českého Tupesy do němčiny.

## Historie
Obec je připomínána v roce 1220 jako majetek Velehradského kláštera cisterciáků. Řeholníci se zasloužili o kolonizaci regionu, zejména o zemědělské využití.
Obec byla odedávna proslulá svým vinařstvím a hlavně hrnčířstvím, keramická tvorba fajánse byla spojováno s regionální tradicí kultury habánů. Na počátku 20. století začala keramická výroba upadat. Roku 1914 se na podnět slováckého etnografa a publicisty Františka Kretze (1859–1929) pokusili o obnovení hrnčířského řemesla Jaroslava Úředníčková (* 1874), její syn Svatopluk Úředníček a rodina Tichých. Tato tradice byla obnovena v 90. letech 20. století keramickou dílnou rodiny Úředníčkovy, jejíž tvorba a sbírka byla zpřístupněna veřejnosti jako Tupeské muzeum keramiky. V obci dnes působí několik malých keramických dílen.

## Obyvatelstvo
| Rok            | 1869  | 1880  | 1890  | 1900  | 1910  | 1921  | 1930  | 1950  | 1961  | 1970  | 1980  | 1991  | 2001  | 2011  | 2021  |
| -------------- | ----- | ----- | ----- | ----- | ----- | ----- | ----- | ----- | ----- | ----- | ----- | ----- | ----- | ----- | ----- |
| Počet obyvatel | 1 128 | 1 185 | 1 297 | 1 362 | 1 338 | 1 412 | 1 328 | 1 352 | 1 474 | 1 260 | 1 123 | 1 074 | 1 087 | 1 080 | 1 095 |
| Počet domů     | 228   | 241   | 253   | 255   | 269   | 274   | 304   | 338   | 337   | 328   | 332   | 385   | 397   | 400   | 400   |

## Obecní správa
Mezi lety 1869–1950 Tupesy byly obcí v okrese Uherské Hradiště. V letech 1961–1969 patřily jako část obce k Tupesům-Břestku a od 1. ledna 1970 jsou opět samostatnou obcí.

### Obecní symboly
Znak a vlajka byly obci uděleny rozhodnutím předsedy Poslanecké sněmovny Parlamentu České republiky dne 21. září 2005.

## Pamětihodnosti
Jedna je umístěna uprostřed obce v domě č.p. 118, obydlí drobného zemědělce a hrnčíře. Dům (skanzen) je památkou lidové architektury. Z dalších pamětihodností připomeňme kapli Navštívení Panny Marie z doby po roce 1920 a barokní sochu svatého Jana Nepomuckého. U budovy školy jsou umístěny pomníky padlým v první a druhé světové válce.

## Galerie

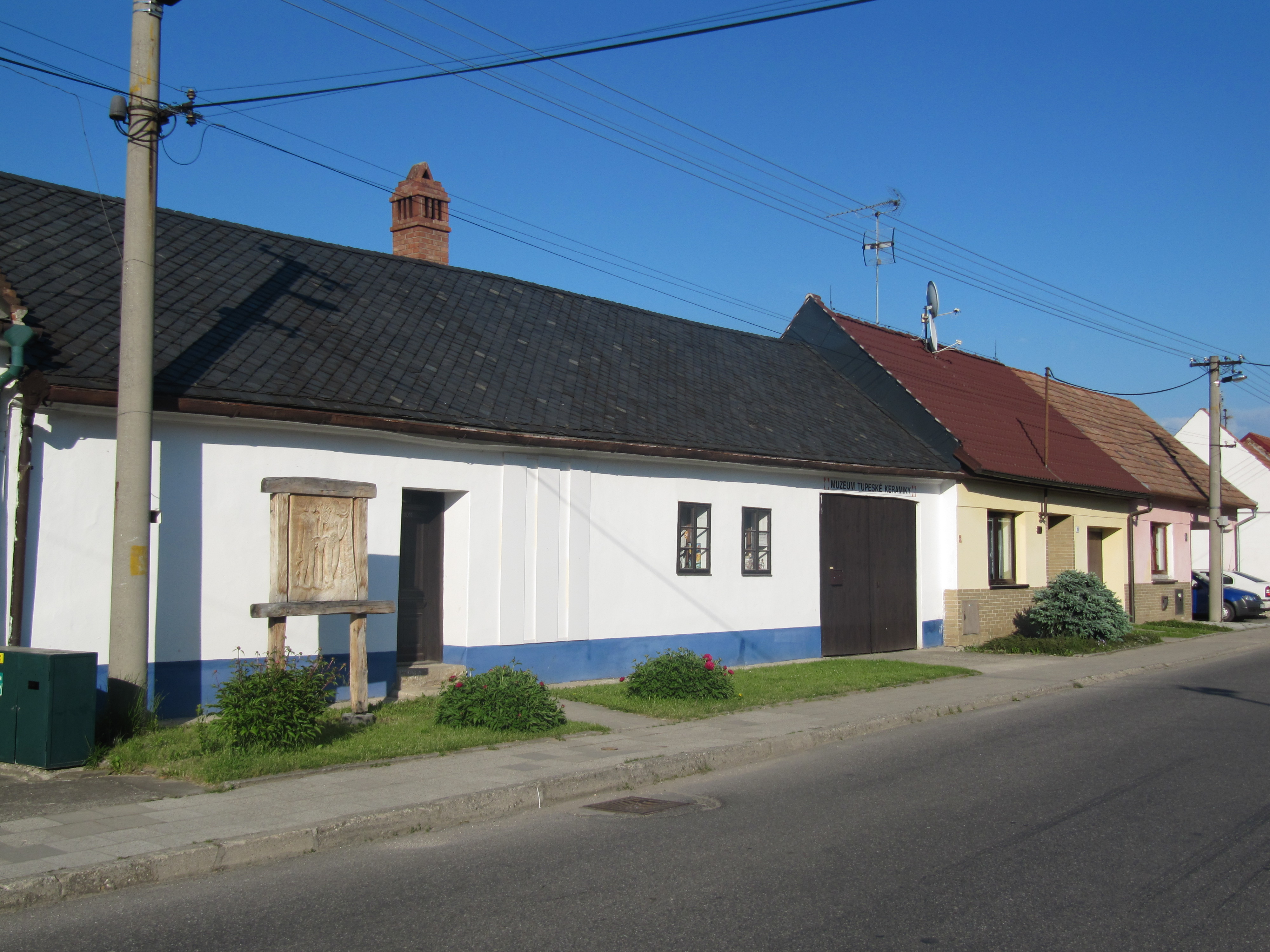
Muzeum tupeské keramiky
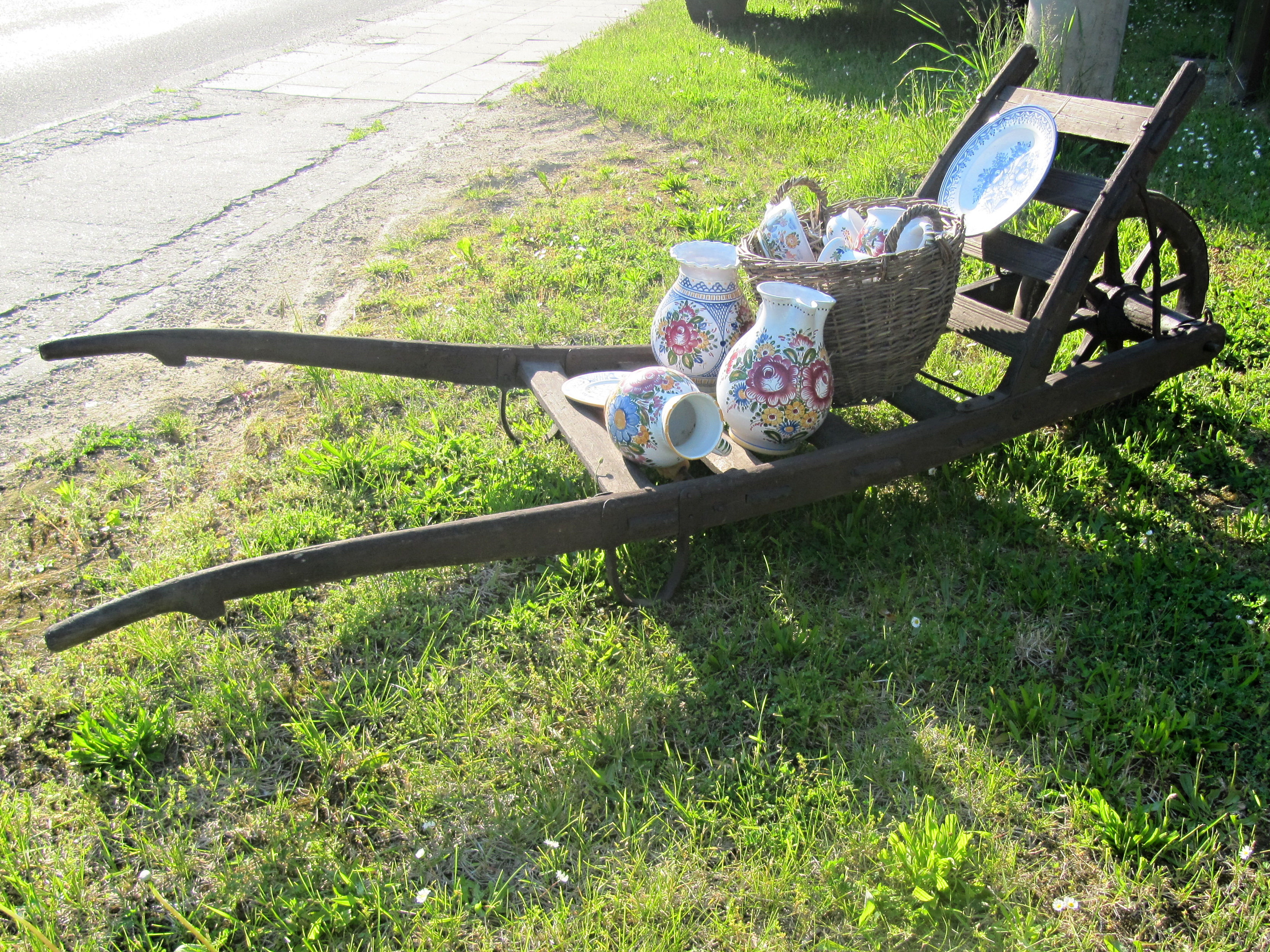
Tupeská keramika
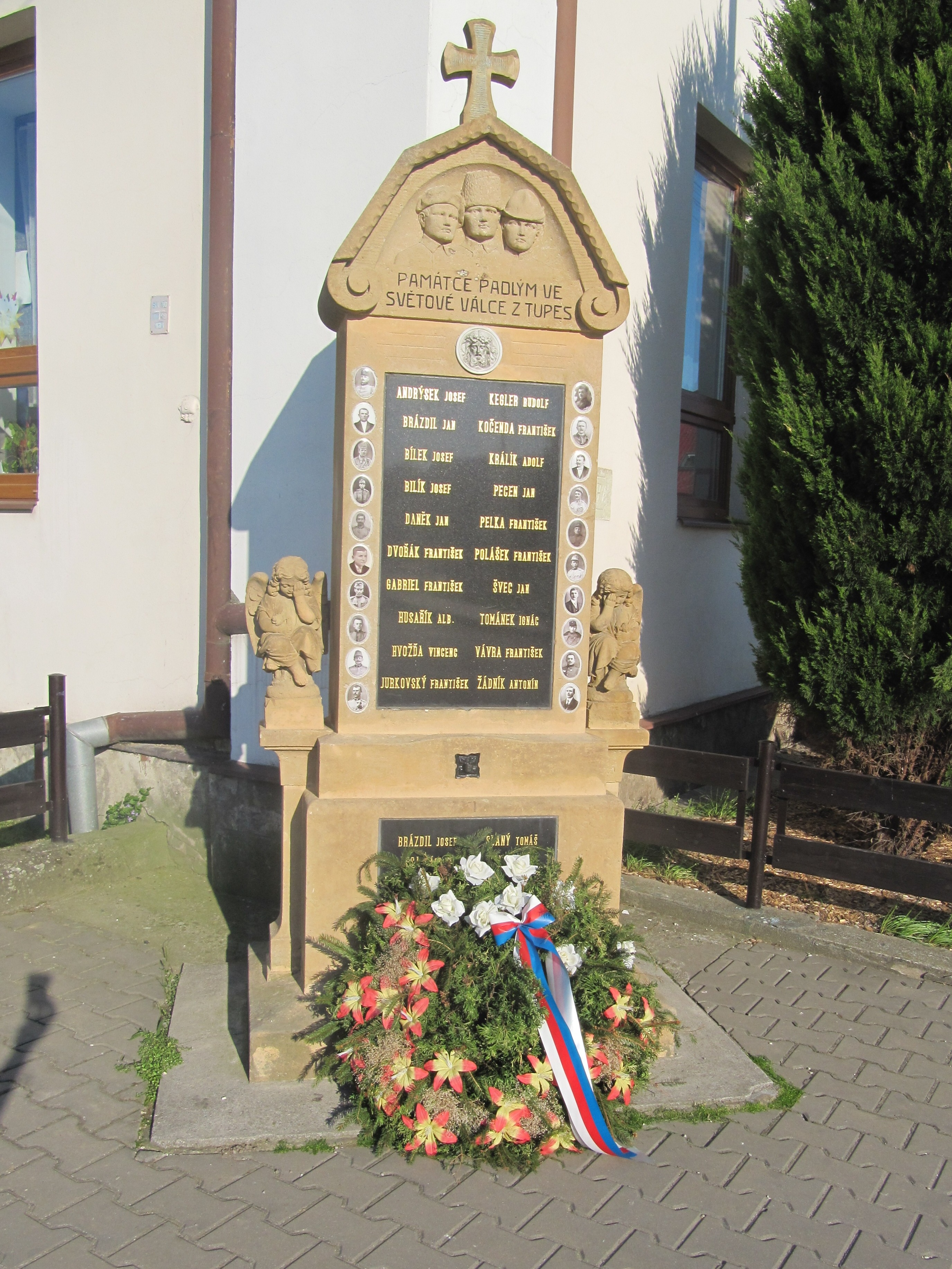
Pomník obětem I. sv. války
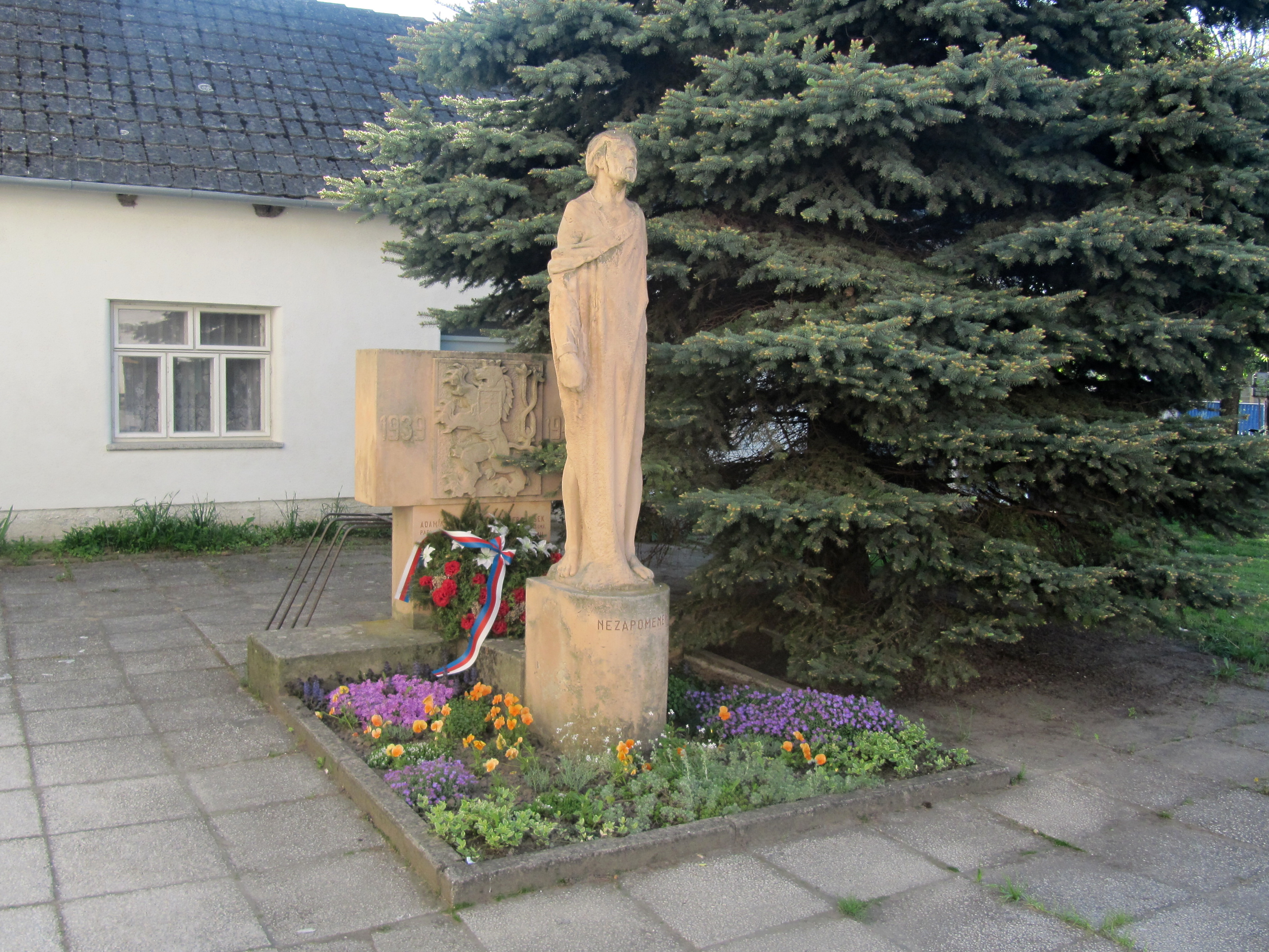
Pomník obětem II. sv. války
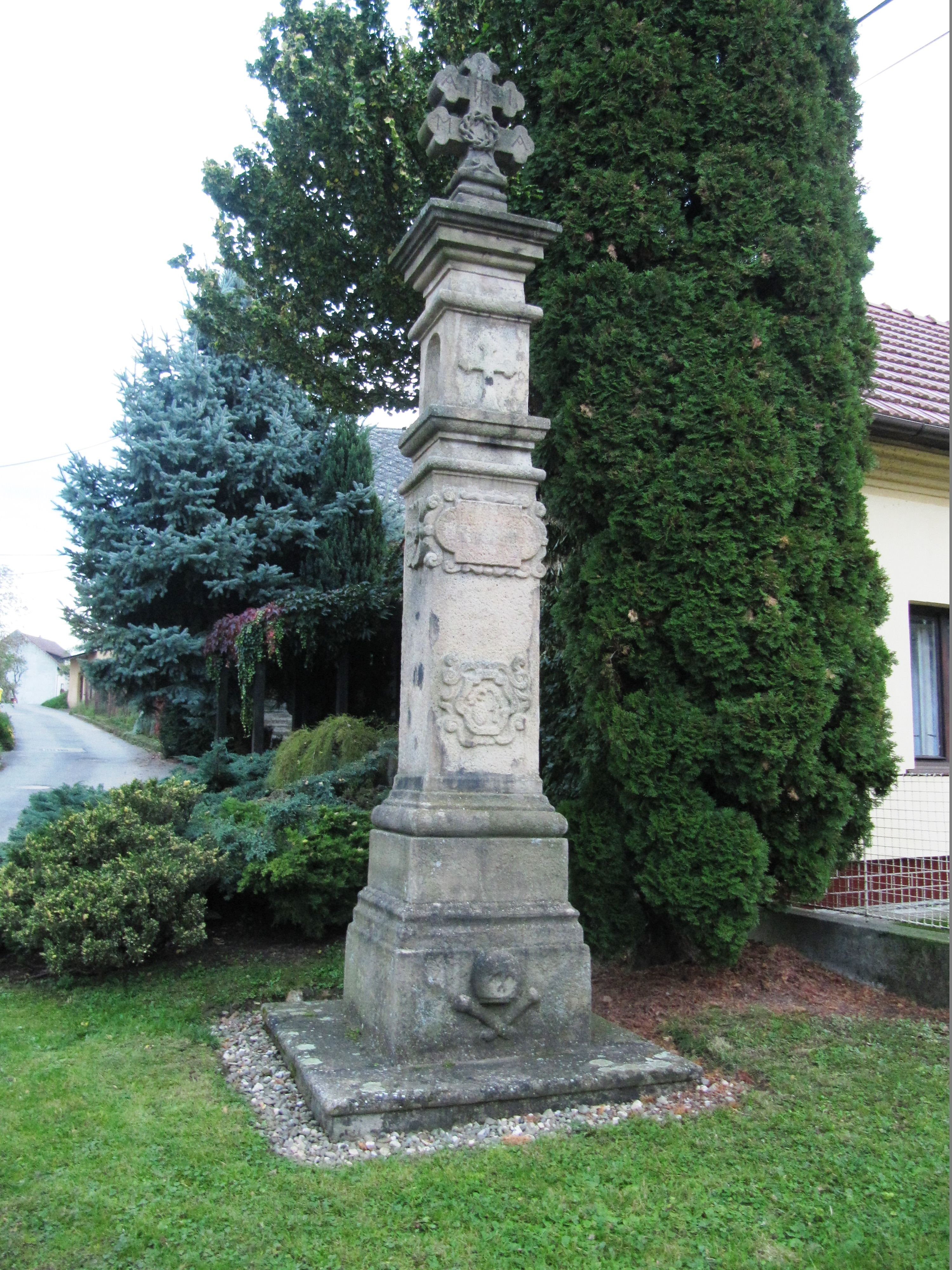
Boží muka z r. 1677
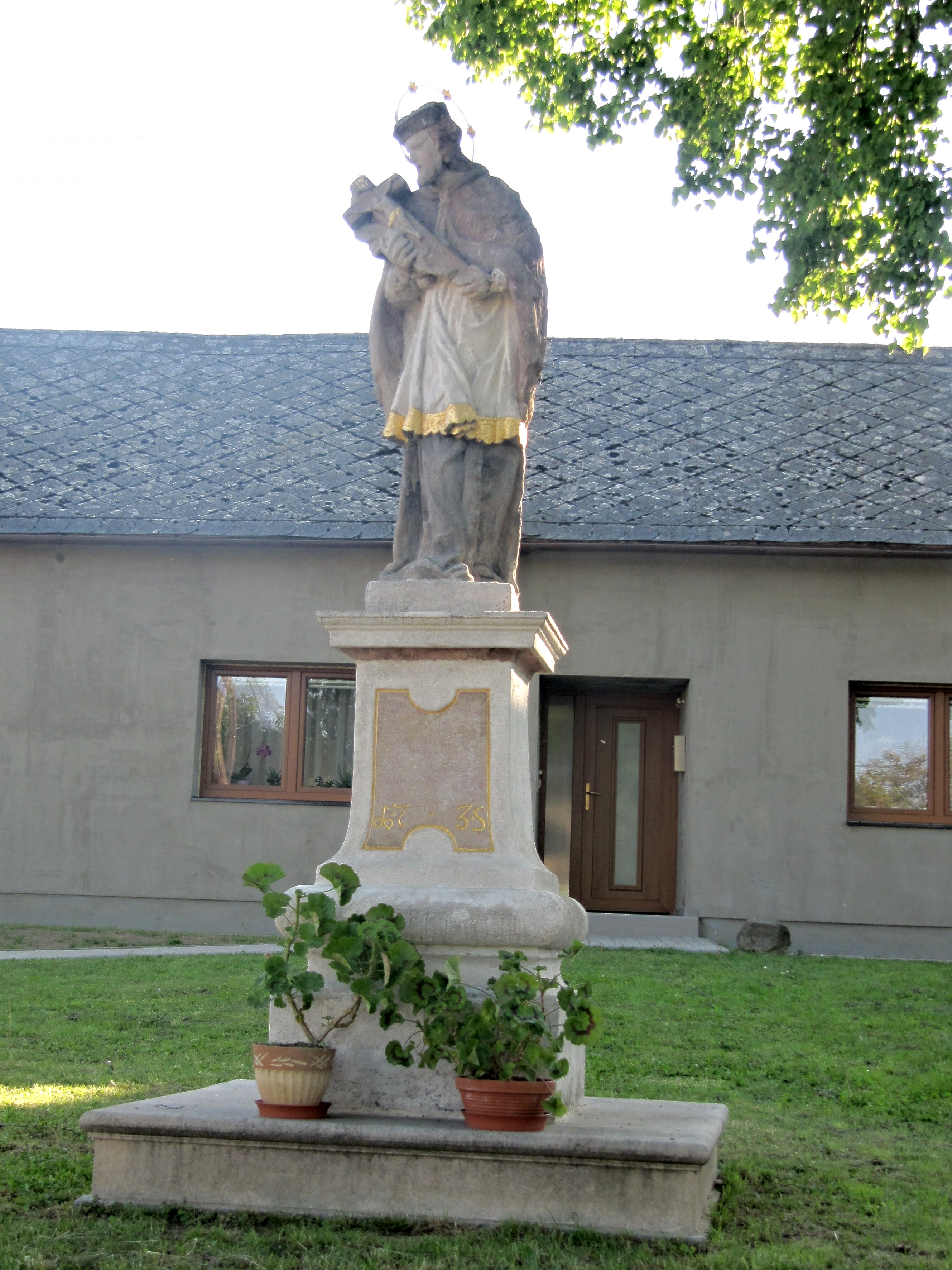
Socha svatého Jana Nepomuckého
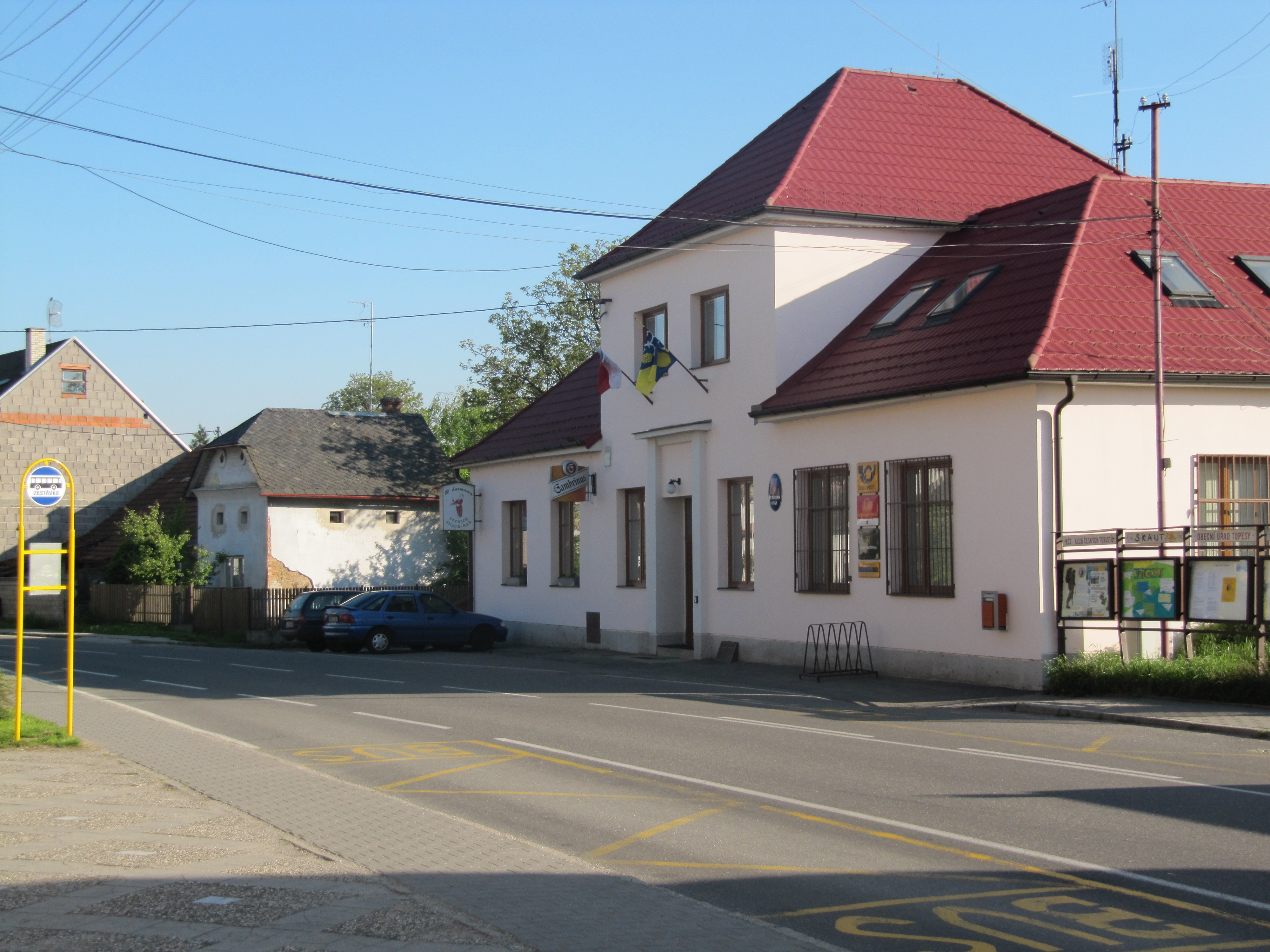
Obecní úřad